# Лайузе (мова)
Ла́йузе (ест. Laiuse) — змішана парациганська мова на основі циганської й естонської, якою говорили цигани у північній Естонії.

## Історія
Циганський народ уперше з'явився в Естонії 17 століття.  За чутками, вони були першою частиною циганського оркестру шведського короля Карла XII, яку  він, провівши зиму в замку Лайузе, залишив позаду. 1841 року всі 44 естонські цигани зібралися та оселилися навколо парафії Лайузе. Їхньою головною зупинкою було село Раадувере, але також жили у Тяхквере, Йиґева і околицях. До Другої світової війни в Лайозі мешкало понад 60 ромів. Наразі Лайузе є мертвою мовою, частина її носіїв були репресовані за воєнних часів,  дехто говорить про геноцид (калі траш, або параімос).

## Мовні особливості
Мова Лайузе має ряд спільних рис з фінською кало, такі як м'якшення задньоязикових приголосних перед голосними переднього ряду і початкове оглушення.